# Литвины

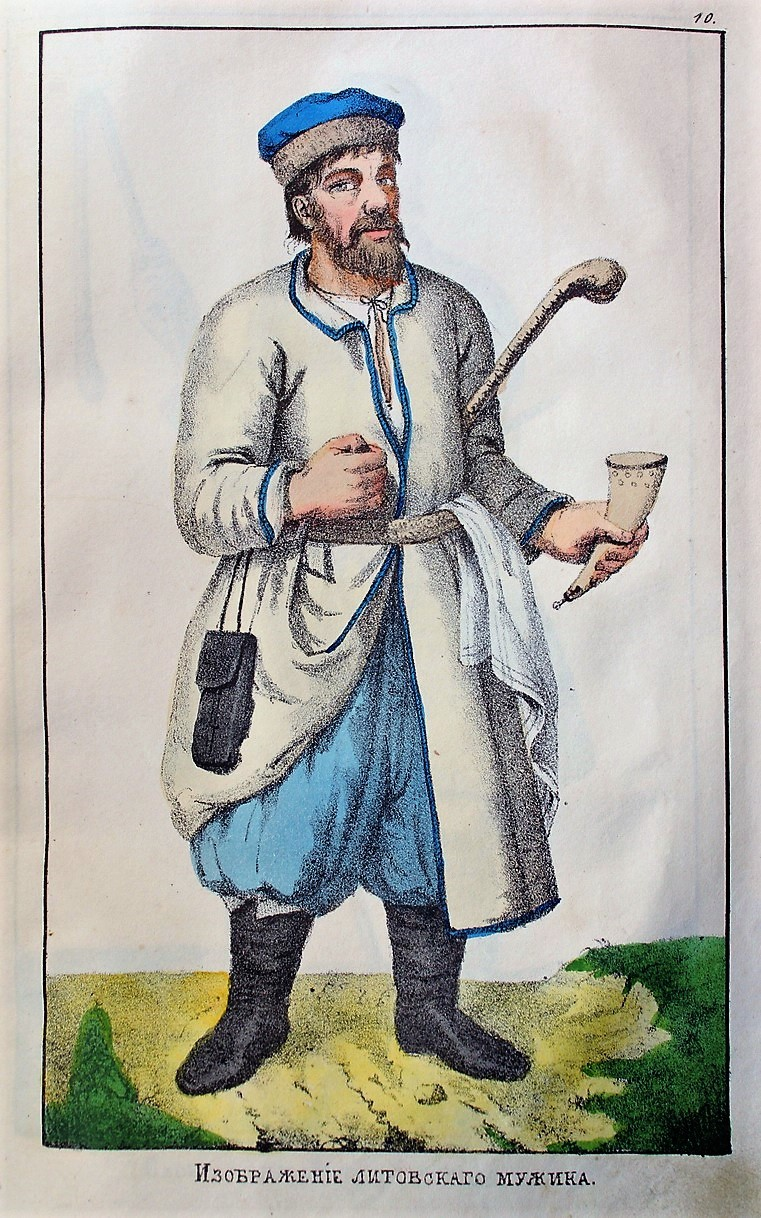
Изображение «литовскаго мужика», из книги А. И. Ригельмана «Летописное повествование о Малой России и её народе и козаках вообще», 1847

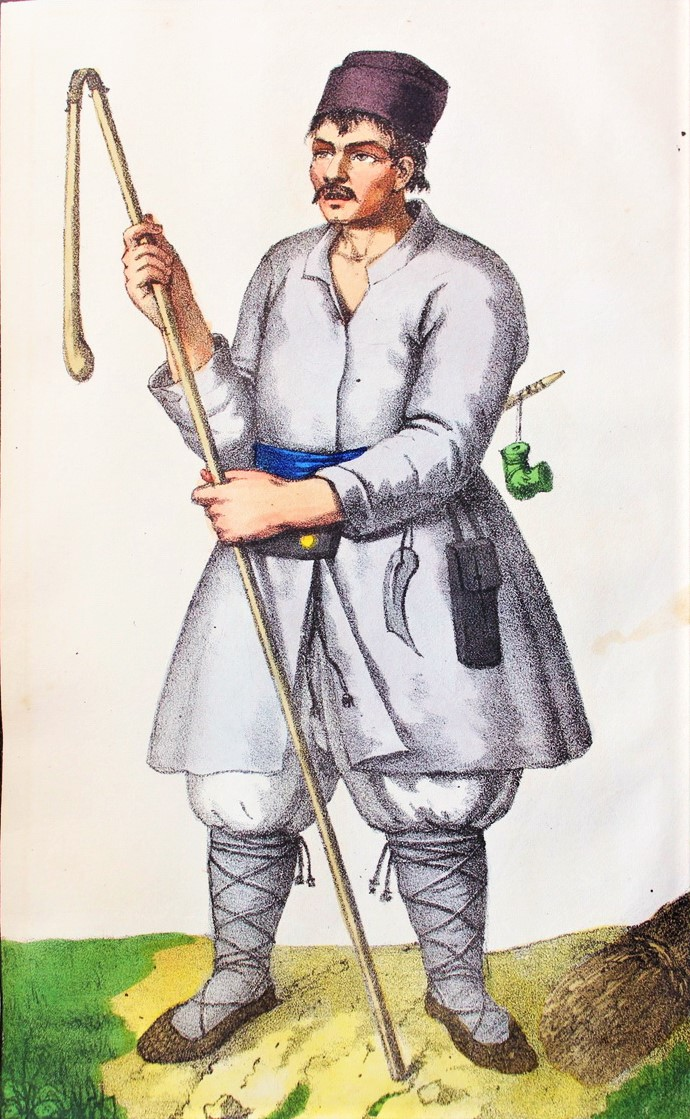
Изображение «литовскаго мужика», из книги А. И. Ригельмана «Летописное повествование о Малой России и её народе и козаках вообще», 1847

Литви́ны (в источниках Великого княжества Литовского — литвины; ліцвіны, Lituani) — в исторических источниках жители Литвы во всех смыслах. Как правило, термин имел этническое значение (относилось к предкам современных литовцев) в тех случаях, когда литвины противопоставлялись «рускім», «русінам» (белорусам в современном понимании).
Согласно «Энциклопедии истории Беларуси» (1997) и энциклопедии «Великое княжество Литовское» (2006), название «литвины» обозначало в начальном периоде ВКЛ жителей Литвы в узком смысле (как литовцев, так и белорусов), а с XVI века приобрело значение политонима, то есть государственного обозначения всего населения Великого княжества Литовского, включая русинов, независимо от вероисповедания. В то же время, в XV—XVIII веках название «литвины» также имело выраженное конфессиональное значение (обозначение католиков ВКЛ).

## Термин
В древнерусском языке, по крайней мере до возникновения Великого княжества Литовского в XIII веке, литвинъ — сингулятив (название одного представителя) от названия народа Литва, аналогично русинъ — от русь, корелинъ — от корела, мордвинъ — от мордва.
По мнению Георгия Голенченко, в источниках XIII—XVI веков существует по крайней мере восемь значений понятия «литвин»: определение государственной принадлежности «русинов», литовцев и представителей других народов к Великому княжеству Литовскому; обозначение жителей «Литовской земли», то есть Трокского и Виленского воеводств независимо от их этнического обличья (политико-территориальный термин); название собственно литовского этноса (преимущественно на территории Аукштайтии); название литовского этноса в более широких территориальных границах, в том числе литовцев, что проживали на Подляшье и западных землях современной Белоруссии (так называемая Чёрная Русь).

## История
По мнению Н. Н. Улащика, в то время самоидентификация происходила по вере. Таким образом, в случае крещения языческой литвы в «русскую веру» литовец становился «русином».
В середине XV века римский легат Э. С. Пикколамини (будущий папа Пий II) отмечал, что «русины и многие из литвинов» (Rutheni et multi ex Lituanis) придерживаются греческой веры, в то время как другие — из литвинов поклонялись идолам, но «в наше время они прилепились к учению Христа». Великокняжеский посол Э. Цёлак в 1501 году объяснял в Риме, что литвины (литовцы) имеют свой собственный язык, но широко используют язык русинов, которые составляют «почти половину» населения, «потому что он изящен и удобен в использовании». Михалон Литвин подчёркивал, что «русский язык нам, литвинам, италийцам, чужд», апеллируя к популярной в XVI веке легенде о римском происхождении литвинов. В магдебургских городах со смешанным населением (Вильнюс, Тракай, Гродно) существовали литовские и русские кварталы, и их жители выбирали отдельных мэров. Однако в Средневековье не было системного подхода к этнической принадлежности. Решающим обычно был какой-то один критерий, и в каждом случае он мог быть разным. Чаще всего это было вероисповедание. В орденском политическом памфлете 1409 года отмечается, что среди носителей литовского языка (Litauwica lingua) многие крестились в «рутенскую веру», поэтому «рутены» по-прежнему составляют значительную часть дворянства в Литве. Русскими называли также православных князей литовского происхождения в других источниках, таких как Хроника Яна Длугоша, которая так называет внука Гедимина Фёдора Любартовича, летопись Быховца — внука Ольгерда Юрия Лугвеновича, записки митрополита Петра Могилы — Владимира Ольгердовича. Отправляясь на службу к московскому царю, Гедиминовичи именовали себя «русскими князьями литовского рода». Однако переход из православия в католичество не всегда имел одинаковые последствия. Франциск Скорина, чье имя происходит от имени католических святых, неоднократно подчёркивал свою «рускую» идентичность. Во время проживания в Праге, он и его сын Симеон получили прозвища «Рус», «Русак».
Если термин литвин обозначал жителей Великого княжества Литовского в целом или его частей, граничащих с другими государствами, то он мог относиться как к этническим литовцам, так и к белорусам, что наблюдается с начала XVI века и стало обычной практикой с XVII века. В этом смысле тот же Скорина записан как литвин (Litphanus) в реестре Краковского университета. В начале XVII века патриарх Московский Филарет направлял свои памфлеты против «безбожной Литвы», имея в виду униатское духовенство, которое было почти полностью белорусского происхождения. Известный православный деятель Лаврентий Зизаний под «литовским» языком понимал старобелорусский, а под «руским» — церковнославянский. В предисловии к составленному им Катехизису он писал, что эта книга «глаголемая по-гречески катехизис, по-литовски оглашение, русским же языком нарицается беседословие». Когда в 1627 году во время обсуждения Катехизиса в Москве Зизанию спросили о значении некоторых церковнославянских слов «на литовском языке», он ответил, что «на нашем языке» они означают то же самое. Московские писцы середины XVII века фиксировали происхождение пленных и беженцев из Великого княжества Литовского: «литвин белорусец Мстиславского повету» и т. д. Существование такой практики часто сбивало с толку иностранных гостей, которые также считали «литовский» языком населения русской части государства. Так, Сигизмунд Герберштейн утверждал, что «в литовском языке (Lithwani lingua) бизона называют зубром» (Suber), хотя по-литовски это животное называется stumbras. Он также приводил «литовское» название лося (Loss). Вероятно, благодаря своим контактам, в основном с белорусскоязычными жителями Великого княжества Литовского, он зачислил литвинов в число славянских народов «от колена Иафетова». Венецианский дипломат Марко Фоскарино также писал в 1557 году, что «московиты говорят и пишут на славянском языке, так же как далматинцы, чехи, поляки и литвины» (Lithuani). Русский дипломат князь Борис Куракин (потомок Гедимина) в начале XVIII века, путешествуя по Беларуси, отмечал сходство «литовского» языка с русским, а, будучи в Вильнюсе, с удивлением заметил, что «тут язык литовский особый», и даже отметил ряд балтских слов.

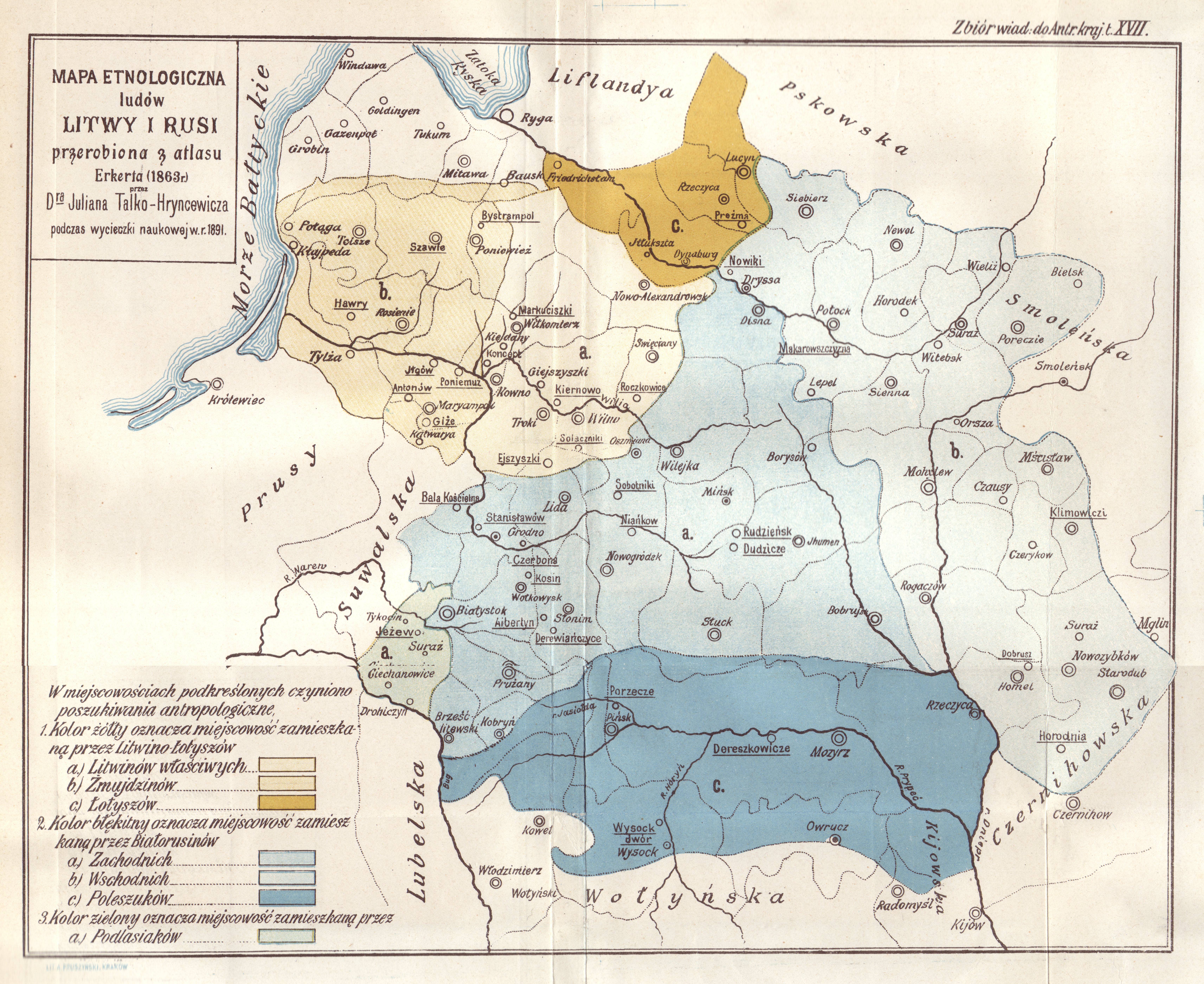
Карта Литвы и Руси, составленная после научной экспедиции 1891 года. Жёлтым в легенде обозначается «местность, обжитая литвино-латышами: а) Собственно литвинами, b) Жмудинами, с) Латышами». Оттенками синего обозначаются белорусины

Наиболее сложной оказалась идентификация жителей той части Великого княжества Литовского, где название «Литва» имело региональное значение. Литовскоязычная часть такого населения обычно отделялась как от русских, так и от жемайтов: в серии прошений в 1550-х годах жемайтская знать просила великого князя Сигизмунда Августа, «абы вряды в земли Жомойтской не были даваны ани Литве, ани Руси». В предисловии к «Катехизису», изданному им в 1599 году, Микалоюс Даукша утверждал, что перевёл его «на наш родной язык, литовский». Однако в предисловии к переизданию 1605 года говорилось, что язык первого издания был «жемайтский», поэтому жители собственно Литвы никогда не имели «литовского катехизиса». По этой причине перепечатка была сделана на диалекте Виленских окрестностей, который переводчик считал истинным «литовским языком». Победил в конечном итоге диалект реки Нявежиса (родных мест Даукши), который в названии литовской грамматики, изданной в 1737 году, назван «главным диалектом сего княжества». Жители белорусскоязычной части Литвы также могли отличаться в этническом или субэтническом отношении от Руси. Мелетий (Смотрицкий), который не мог не знать реальной ситуации с языком и региональным самосознанием в Великом княжестве Литовском, в своем труде «Оправдание невинности…» (1621) упоминает «Литву» среди «христианских русских народов» в одном ряду с волынянами, полещуками, подолянами, украинцами Белой и Чёрной Русью и иными. В этом контексте под отдельным «русским народом Литвы» можно было понимать только белорусскоязычное население Минщины, Ошмянщины и Браславщины, которое по некоторым признакам отличалось от жителей Белой Руси (Поднепровья и Подвинья) и даже Черной Руси (Понеманья). В другом случае крестьянин из Логойчины после поездки в район реки Березины пояснил, что он поехал «на Русь жита куповать». Неясно, кем он себя считал и кем его считали местные жители, но нет никаких оснований определять такую идентичность как исключительно «рускую». О том, что она могла быть «литвинской», косвенно свидетельствуют этнографические записи XIX века, которые зафиксировали, что население южнее Выгановских болот считало тех, кто жил севернее, «литвинами», а себя — «полещуками». Весьма вероятно, что подобные определения возникли одновременно с возникновением регионального значения названия «Литва» в XV—XVI веках.
Существовали и другие значения понятия литвины. Так, федеративное государство, созданное в результате Люблинской унии 1569 года, имело официальное название «Речь Посполитая двух народов» (поляков и литвинов). При этом под «народом» литвинов подразумевалось не простое население её этнически литовской и русской частей, а только шляхта, независимо от этнического происхождения.
В белорусской публицистике отмечалось, что название «бело-руссы» было искусственно навязано российскими властями в середине XIX века (особенно после подавления восстания 1863 года) взамен названия «литвины».

## Этнокультурный концепт

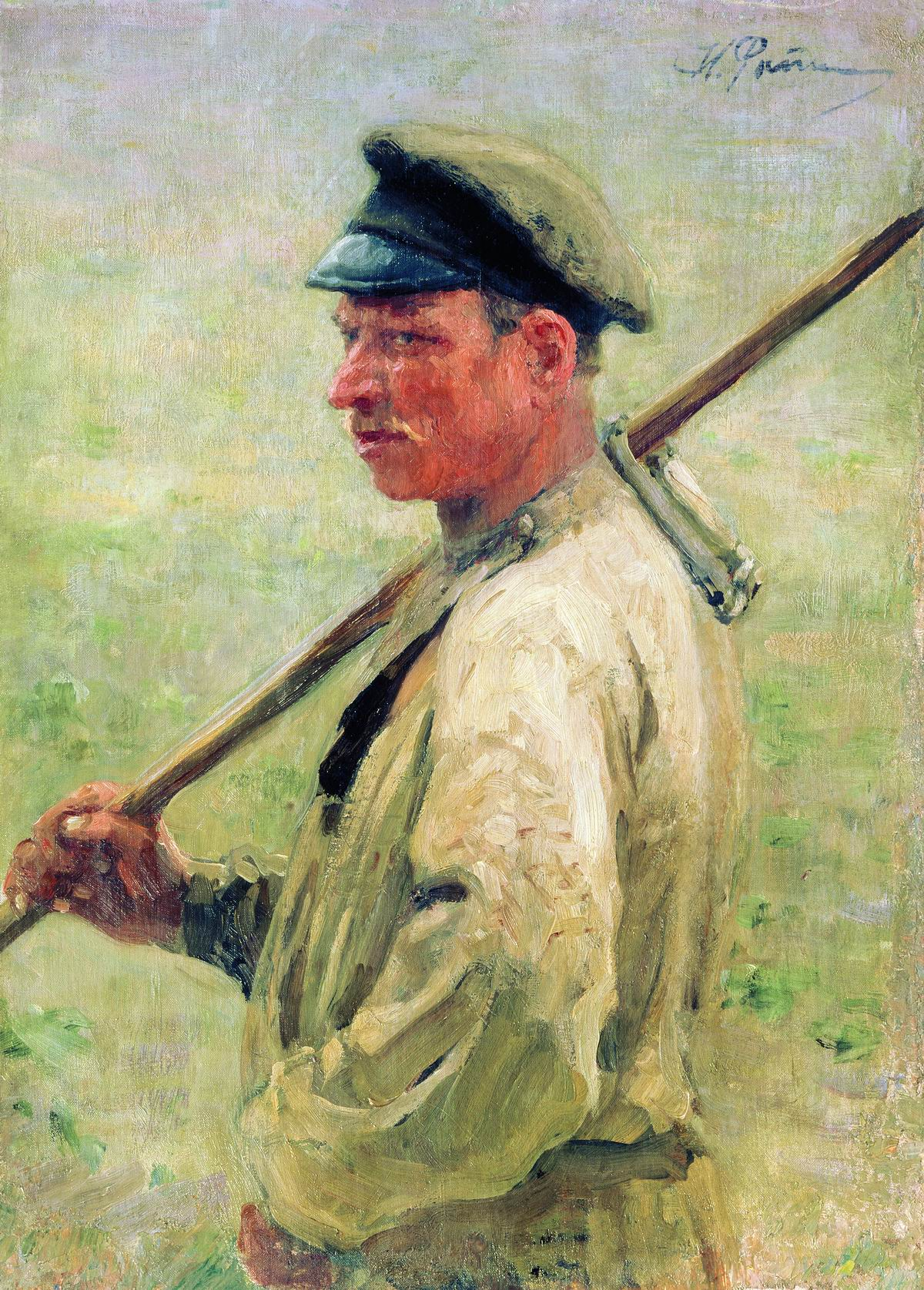
Косарь-литвин, И. Е. Репин, Здравнёво, 1892—1897

В современной Республике Беларусь существует взгляд на историю Белоруссии и белорусов как на историю Литвы (в значении Великое княжество Литовское) и литвинов. Согласно такой исторической интерпретации, белорусы — это исторические наследники литвинов (или белорусы — это переименованные литвины), Великое княжество Литовское является историческим государством белорусов-литвинов, а название «Белоруссия» и этноним «белорус» были навязаны извне.
Данная концепция не является официальной и общепризнанной в Белоруссии, однако имеет своих сторонников среди историков и части населения Белоруссии и открыта для дискуссий в исторических кругах Белоруссии и других стран.
Литвинско-кривичский концепт происхождения и идентичности белорусов, появившийся в эпоху романтизма, получил популярность среди части современной белорусской интеллектуальной элиты как подчёркивающий уникальность белорусской этнокультурной среды, её обособленность о «русского мира». Рассматривается как проявление политического романтизма.